# Leucopaxillus
Leucopaxillus Boursier (białokrowiak) – rodzaj saprotroficznych grzybów z rodziny gąskowatych (Tricholomataceae).

## Systematyka i nazewnictwo
Pozycja w klasyfikacji według Index Fungorum: Tricholomataceae, Agaricales, Agaricomycetidae, Agaricomycetes, Agaricomycotina, Basidiomycota, Fungi.
Polską nazwę podali Barbara Gumińska i Władysław Wojewoda w 2003 r.
Gatunki występujące w Polsce:
- Leucopaxillus compactus (P. Karst.) Neuhoff – białokrowiak trójbarwny
- Leucopaxillus gentianeus (Quél.) Kotl. – białokrowiak gorzki
- Leucopaxillus paradoxus (Costantin & L.M. Dufour) Boursier – białokrowiak kremowobiały

Nazwy naukowe na podstawie Index Fungorum. Wykaz gatunków i nazwy polskie według Władysława Wojewody i innych.